# 大統領内閣
大統領内閣（ドイツ語: Präsidialkabinette）は、ヴァイマル共和政下のドイツで見られた、正当性を大統領の信認のみに依拠する内閣の形態である。1930年4月から1933年1月にかけて、国会の同意なしに首相に任命されたハインリヒ・ブリューニング、フランツ・フォン・パーペン、クルト・フォン・シュライヒャーの3人が率いた内閣がこれにあたる。シュライヒャー内閣はパーペンと手を組んだ国民社会主義ドイツ労働者党（ナチ党）党首のアドルフ・ヒトラーにより倒され、ヒトラーが首相に就任した。
ヴァイマル憲法第48条は、ドイツ国大統領に国会の支持がなくとも内閣の承認のもとで大統領緊急令により緊急措置を講ずる権限を与えていた。ヘルマン・ミュラー率いる大連立内閣が崩壊すると、パウル・フォン・ヒンデンブルク大統領は中央党のハインリヒ・ブリューニングを首相に任命した。ブリューニング内閣の連立与党は国会で過半数の議席を抑えていなかったため議会運営は困難を極め、政府提出の法案はほぼ国会を通過できない状態となったことから、その統治はもっぱら大統領緊急令に頼ることになった。しかし、政府が国会の支持を得られなくても、ヒンデンブルクは国会を解散しさえすれば少なくとも解散中はブリューニングを首相官邸に留まらせることができた。
ブリューニングの在任中、ナチ党とその党首アドルフ・ヒトラーはドイツにおいて影響力のある政治勢力として台頭してきていた。ブリューニングはナチ党の準軍事組織（親衛隊および突撃隊）を非合法化したが、ヤング案受諾をきっかけに自身は帝政復古主義者であるにもかかわらず右派から攻撃を受けることに倦んだヒンデンブルクが急進右派との妥協を図ったことからフランツ・フォン・パーペンにすげ替えられた。パーペン内閣は半年ほどの短期政権だったが、その任期中の1932年7月ドイツ国会選挙でナチ党が大躍進し第一党となった。パーペンも国会との対立を克服することができず、クーデターにより国会を停止して大統領権限を強化することを画策するもクルト・フォン・シュライヒャーに制されて退陣した。シュライヒャーが後任となったが、2ヶ月ともたず1933年1月30日にヒトラーが首相に就任した。
大統領内閣は、ドイツ社会における議院内閣制への懐疑から、強力な大統領権限に基づく統治へと政治的パラダイムが大転換した結果であると解釈されてきた。複数政党制において国会の支持なしに統治するというヒンデンブルクの決断が、ヒトラーによる全体主義独裁に繋がるマイルストーンとなったのである。

## 背景

### ヴァイマル憲法第48条
1919年のヴァイマル憲法は、国家元首として直接選挙で選ばれる任期7年のドイツ国大統領の職を置いた。大統領には国会解散権を含む広い権限が与えられた。また、第48条により、大統領は、自身が任命した政府が承認する限り、国会の支持を要しない緊急措置を講ずることができた。自身に忠実な政府を任命し、その政府が支持を失ったときに国会を解散する権限を有することは、事実上大統領が第48条のみに基づいて統治し得ることを意味していた。

### ヘルマン・ミュラー内閣
1928年ドイツ国会選挙ではどの党も単独過半数を確保することができなかった。ドイツ社会民主党（SPD）が第一党となったが、政権与党だった中道右派の諸政党は大きく議席を失ってしまった。SPDのヘルマン・ミュラーがSPDのみならず中央党、ドイツ人民党（DVP）およびドイツ民主党（DDP）の大連立により首相となった。ミュラー内閣の連立与党は国内問題ではまるで共通点がなかったが、ドイツが第一次世界大戦の敗戦で負った莫大な賠償債務を減額するヤング案の受諾を目指す点では一致していた。
ヤング案は1930年3月初旬に国会で承認されたが、連立与党は世界恐慌によってもたらされた社会的・経済的課題に対するアプローチで足並みが揃わなくなった。SPDとDVPの対立は、DVPが重工業の企業主の利益を代表するようになるに及んで遂に修復不能になった。さらには失業給付の構造改革を巡って連立与党間のコンセンサスが崩壊し、1930年3月27日にミュラー内閣は総辞職した。

## 大統領内閣

### ブリューニング内閣

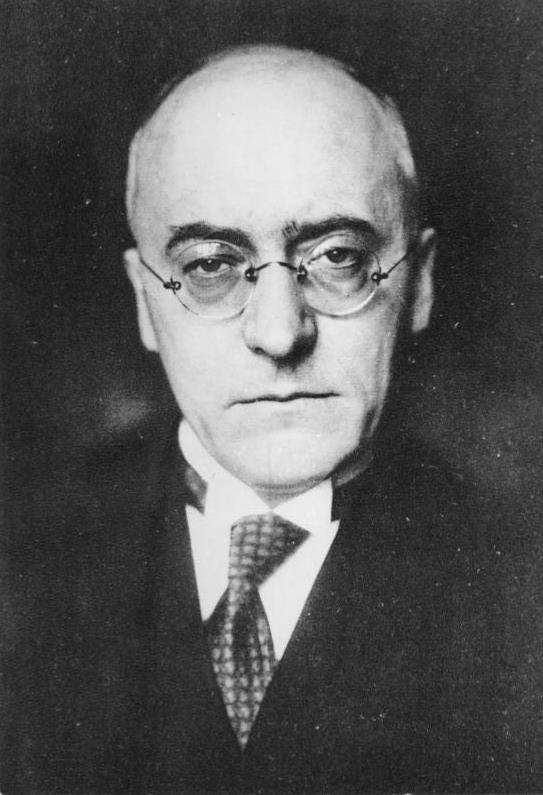
1930年頃のハインリヒ・ブリューニング。1930年4月から1932年5月まで、最初の大統領内閣を率いた。

パウル・フォン・ヒンデンブルクは貴族出身の軍人で議会制民主主義にはもとより懐疑的であり、大連立を国会ではなく大統領自身の意に適う保守的な政府に置き換えることを長らく追求していた。これは権威主義政権を志向するシュライヒャーなどの側近と、行き詰まる一方の国会運営の影響であった。ミュラー内閣が総辞職すると、ヒンデンブルクは中央党のハインリヒ・ブリューニングを首相に指名した。大統領府長官であったオットー・マイスナーによれば、ブリューニングは第一次世界大戦の従軍経験があり、ナショナリストとしてドイツ革命に反対の立場をたびたび口にしていたことから極右にも受け入れられやすいと言う点でうってつけの人材であった。その一方で、社会問題に対するブリューニングの姿勢は、ヒンデンブルクが敵視するSPDにとって都合のよいものであった。
ブリューニング内閣は、国会第一党であったSPDを除く右派から中道の各党から閣僚を受け入れて成立した。ブリューニングは国会に各種法案を上程したが、一方でヒンデンブルクはヴァイマル憲法第48条を盾にしてブリューニングを援護する姿勢を打ち出していた。
1930年4月3日にSPDが主導して内閣不信任決議の動議が提出されたが、ドイツ国家人民党（DNVP）が反対票を投じたことからブリューニング内閣はかろうじて命脈を繋いだ。ブリューニングは、1930年7月に世界恐慌の直撃を受けた財政の建て直しのため国会に人頭税の新設を含む財政改革案を提出したが、DNVPの切り崩しに失敗して却下されてしまう。これを受けてヒンデンブルクはヴァイマル憲法第48条を発動して通過させた。歴史家ハインリヒ・アウグスト・ヴィンクラーは、このときをもって議院内閣制から大統領制に移行したとみなしている。
大統領緊急令をもって通過させた財政改革案であったが、SPD・共産党・ナチ党が連携して議会多数勢力の反対をもってこれを差し止めてしまった。これを受けてヒンデンブルクは国会を解散させて選挙に打って出たが、これが完全に裏目に出てどうやっても多数派となる連立が組めない状況に陥った。ナチ党と共産党の左右両極が大躍進し、ナチ党に至っては国会第二党となったが、ナチ党・共産党ともに他政党との協力を拒否したからである。ブリューニングはナチ党指導部に政府に協力するよう説得を試みたが、拒絶された。結局、ブリューニングはSPDの支援によってナチ党・共産党の妨害を乗り切ることになった。SPDは極右の躍進を大いに警戒し、ブリューニング内閣に対する「寛容の方針（Tolerierungspolitik）」を打ち出して内閣不信任決議に反対する姿勢を示したが、その結果ブリューニングがヴァイマル憲法第48条に基づく大統領緊急令を乱発させて政策を実現できるようになった。このため国会の立法府としての立場は大いに失墜し、1930年には94回の本会議があったものが、1932年には13回しか召集されなくなった。
ブリューニングはSPDの寛容の方針により退陣させられる危険性が遠ざかったことを受けて緊縮財政政策を推し進めたが、実業界や極右政治同盟のハルツブルク戦線からの猛烈な反対に晒された。1932年の大統領選挙ではヒンデンブルクが再選されたものの、ヒトラーが得票率36.8%を叩き出してナチ党が大衆の広範な支持を獲得していることも明らかになった。この傾向は続いて行われた各州の選挙でもさらに強まった。ブリューニング内閣は、ナチ党の準軍事組織である突撃隊と親衛隊を活動禁止とすることで対抗しようとしたが、ヒンデンブルクの顧問で最側近のクルト・フォン・シュライヒャーはナチ党の支援を得てより権威主義的な政権を樹立しようと画策していた。シュライヒャーの構想では、ヴァイマル共和国軍がヒトラーとナチ党を下に置く支配勢力となるはずであった。ブリューニングによる突撃隊と親衛隊の禁止は、シュライヒャーの計画に真っ向から反対するものであったため、シュライヒャーはブリューニングの解任に動いた。1932年5月29日、ヒンデンブルクはブリューニングに辞職要求を突き付けたが、その直接的な理由はエルベ川より東の領土において、ユンカーが管理しきれない土地を失業者に分配するという政策に関する意見の不一致であった。

### パーペン内閣

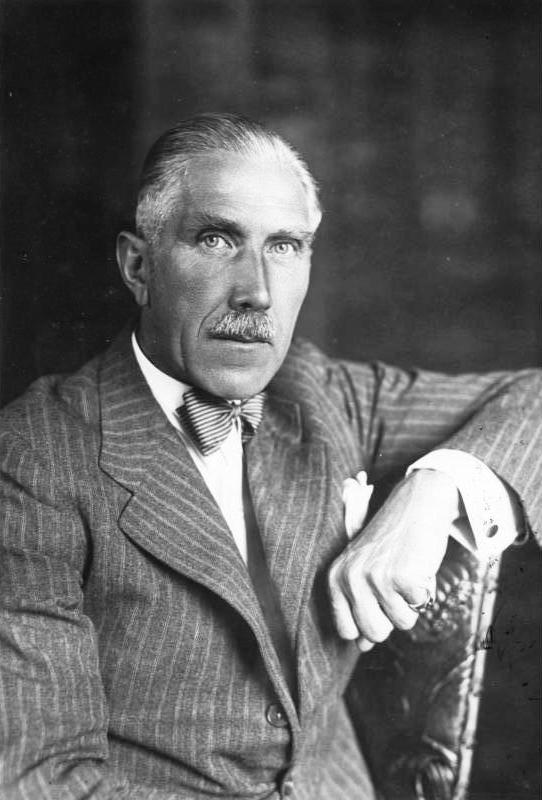
フランツ・フォン・パーペン、駐オーストリア大使在任中の1936年に撮影。

1932年6月1日、ヒンデンブルクはフランツ・フォン・パーペンを首相に指名した。中央党の元党員であったパーペンは、貴族ばかりを集めて組閣したため、SPD系の新聞Vorwärtsから「男爵内閣（Das Kabinett der Barone）」と書き立てられた。パーペン内閣を承認したのはDNVPだけだったので、ヒンデンブルクはパーペンの権力を裏付けるためにヴァイマル憲法第48条を持ち出さなければならなかった。パーペンを指名するとヒンデンブルクは直ちに国会を解散し、7月31日に選挙を実施することにした。解散中なら内閣は国会の反対を一切気にすることなく政策を実行できたので、準軍事組織の活動禁止を取り止め、さらに州選挙後に州議会が行き詰まっていたプロイセン自由州で、SPDを中心とする連立政権を軍を動員して転覆させた（プロイセン・クーデター）。
7月に行われた選挙は、得票率37.4%を獲得して議席を107から230に倍増させたナチ党の地滑り的大勝利に終わり、ついにナチ党が第一党に踊り出た。この結果を受けて、シュライヒャーはナチ党を懐柔すべくヒトラーに入閣を打診した。しかし、ヒトラーは自らが首相になるのでなければ受け入れられないとしてこれを撥ね付けた。パーペンは留任したが、9月12日に野党提出の緊急令に対する動議で敗北したため、国会は再び解散された。
11月の選挙ではナチ党は前回ほどの大勝利とまでは行かなかったが第一党の地位を維持し、SPDも議席を減らした一方で共産党が議席を伸ばして第三党となったことから、国会運営の行き詰まりにも実質的な変化はなかった。ヒトラーは再び国会第一党の党首として首相の座を求めたが、ヒンデンブルクはヒトラーが議会で過半数を押さえない限り承認することはないと述べたため両者は決裂した。ヒンデンブルクは、パーペン内閣がこれ以上の敗北とそれに続く選挙（その結果としてナチ党が過半数を押さえること）を避けるにはあまりにも支持されていないことに気が付いた。ここに至ってパーペンは、軍事クーデターを起こして選挙を無期限に延期し、大統領権限を拡大して野党を抑圧することを提案した。ヒンデンブルクは難色を示しつつ強く反対もしなかったが、シュライヒャーが頑として国軍の動員を拒否したこともあって、パーペンを解任することにした。

### シュライヒャー内閣
1932年12月3日、シュライヒャーは首相に指名され、パーペン内閣とほぼ同じ顔ぶれで組閣した。シュライヒャーは、ナチ党が中心となって蜂起すれば、国軍にはそれを抑え込む力はないとしてパーペンの強力な権威主義政権を樹立しようという計画に反対しており、そのことでヒンデンブルクの信任を得ていた。シュライヒャー内閣は、12月6日から9日までのごく短い国会会期中には何とか政権を維持できたが、翌月に国会が再開されれば不信任決議が出るのは明らかな情勢であった。このため、国会抜きで政権運営するために非常事態の延長を考え始めるようになった。このころ、国軍指導部は広範囲にわたるストライキを想定しており、さらには内戦の勃発さえあり得ると予想していた。そこでシュライヒャーはナチ党の分断を図るべくグレゴール・シュトラッサーの入閣およびプロイセン州首相への就任を打診したり、労働組合に接近するなどしてこれを阻止しようとした。しかし、その努力は労働組合との妥協に反発した農業界・産業界のロビー活動により損なわれてしまった。

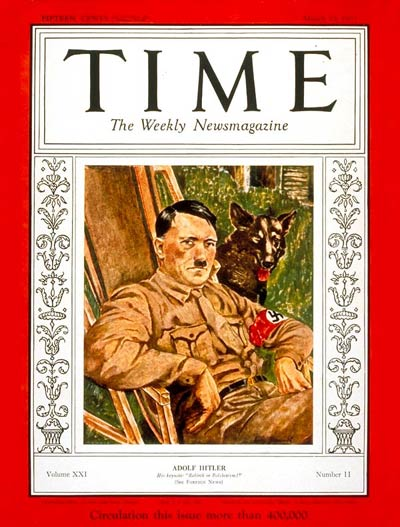
タイム誌1933年3月号の表紙を飾るアドルフ・ヒトラー。ヒトラーの首相指名により大統領内閣の時代は終わった。

一方、前首相パーペンは、1933年1月に政権交代を目論んでヒトラーに接近した。パーペンがヒトラーとの協力を模索したのは、自らを失脚させたシュライヒャーに対する恨みを抱いていたことと、大衆の支持を集めるヒトラーの支持を取り付ければ安定した政府が作れるという実業家の意見を受け入れたからである。両者は1月4日にケルンで会合を持ち、パーペンとヒトラーが互いにリーダーシップを握り、DNVPとナチ党を主体とする内閣の実現可能性について話し合った。翌日、パーペンはヒトラーの計画に賛成してヒンデンブルクに強く働きかけ、新政府の潜在的保守勢力がヒトラーの急進主義を抑制するであろうと主張した。
1月16日、シュライヒャーは非常事態を延長すべく国会解散を上申したが、ヒンデンブルクは現在の国会で解決策を見つけるべきだとしてこれを拒絶した。さらにシュライヒャーは国家緊急事態を宣言してナチ党と共産党を禁止すべきとも主張したが、これもヒンデンブルクから「先月同じことをパーペンが提案したが、それを潰したのは自分自身ではないか」と言われて取り合ってもらえなかった。万策尽きたシュライヒャーは1月28日に辞表を提出して退陣した。その2日後、ヒンデンブルクはついにパーペンに説き伏せられて、ヒトラーが国会で過半数を確保し得ることを期待してヒトラーを首相に指名した。ヒトラー内閣も大統領の持つ行政権のみによる裏付けで成立したが、大衆運動に基づく国会第一党の党首、さらにはその党に属する準軍事組織の長であり、自身の権威の裏付けを持っていたという点でそれまでの大統領内閣とは一線を画していた。

## 評価
歴史家アンドレアス・レーダーは、大統領内閣は何年にもわたる立法府の行き詰まりによって1930年頃にドイツ社会に定着した、議院内閣制に対する幅広い層からの懐疑論の結果である、としている。レーダーは、大統領による行政権の確保は、政治的現状に効用がないことが証明された状況において最も実際的な選択肢であったと主張している。一方、歴史家ウド・ヴェンクストやヨハネス・ヒュルターは、大統領の権威を重視するよう政治文化が変容したのだとしている。彼らの見解では、ヴァイマル共和政は、主に憲法上の問題から、民主主義に限られた信認しか置いていなかったヒンデンブルクによって明らかに変質させられていったのである。
ヴィンクラーは、ヒンデンブルクによるヴァイマル憲法第48条の援用が、同条の意図を再定義したと書いている。この条項は、国家に重大な危機が差し迫った時に議会を通さず緊急避難的に措置を講ずるためのものであり、その危機が去れば緊急令は解除されることになっていた。ヴィンクラーによれば、ヒンデンブルクは憲法で定められた規範に戻ることを考えておらず、緊急令を憲法の代替物とみなしていた。1930年9月の選挙でナチ党がドイツ政治で支配的地位に躍り出たことで安定的な多数派が構成できなくなったため、国会はもはや通常の議院内閣制に容易には戻れなくなってしまっていた。
歴史家は、国会の支持なしに統治するという大統領の決定は、ドイツが複数政党制からヒトラーによる全体主義独裁制に移行する上で重要なマイルストーンになったと考えている。議会制民主主義が停止されて有権者の信頼が損なわれた上に穏健政党を政権から遠ざけることになり、それによって反民主主義的なナチ党が大衆にとって受け入れやすい政治的選択肢になってしまったのである。歴史家・政治学者のカール・ディートリヒ・ブラッヒャーによれば、半憲法的政治体制の勃興はドイツに限らず当時のヨーロッパで広く見られた傾向であり、歴史家のアンドレアス・ヴィルシンクもフランスの1934年2月6日の危機はより暴力的ではあるが議会制民主主義への信認の低下を背景とするものという点で同等であると指摘している。

## 関連書籍
- Dyzenhaus, David (1997). “Legal Theory in the Collapse of Weimar: Contemporary Lessons?”. The American Political Science Review 91 (1):  121–134. doi:10.2307/2952263. ISSN 1537-5943. JSTOR 2952263.
- Kolb, Eberhard (2005). The Weimar Republic. London and New York: Routledge. ISBN 978-0-203-34166-7
- Kolb, Eberhard (2013) (ドイツ語). Die Weimarer Republik (8th ed.). Munich: Oldenbourg Wissenschaftsverlag. doi:10.1524/9783486718775. ISBN 978-3-486-49796-0
- Rödder, Andreas (1999). “Reflexionen über das Ende der Weimarer Republik. Die Präsidialkabinette 1930-1932/33. Krisenmanagement oder Restaurationsstrategie?” (German). Vierteljahrshefte für Zeitgeschichte 47 (1):  87–101. ISSN 0042-5702. JSTOR 30195525.
- Schulz, Gerhard (1992). Ehrlich, Ernst L. ed (ドイツ語). Von Brüning zu Hitler: Der Wandel des politischen Systems in Deutschland 1930–1933. Berlin and Boston: De Gruyter. doi:10.1515/9783110848946. ISBN 978-3-11-013525-1
- Vespignani, Enzo (1976) (German). Faschismus. Berlin: Elefanten Press. ISBN 978-3-88520-003-1
- Winkler, Heinrich August (1993) (ドイツ語). Weimar 1918-1933. Die Geschichte der ersten deutschen Demokratie. Munich: C.H. Beck. ISBN 978-3-406-44037-3